# みんなあつまれキーパッパ
『みんなあつまれキーパッパ』は、1972年10月1日から1974年3月31日までフジテレビで放送された子供番組である。放送時間は毎週日曜 10:30 - 11:00 (JST) 。

## 概要
当時月曜から土曜までの帯で放送されていた『ママとあそぼう!ピンポンパン』の人気に便乗し、まだ子供番組のなかった日曜朝でスタートした番組。毎回60人ほどの一般の子供たちをスタジオに招き、のど自慢・カントリーソング・遊び・体操などを行っていた。メインに人気コメディアンのなべおさみを、体操のお兄さん役にプロレスラーのアントニオ猪木を迎えるなど、この時期では異色の子供番組だった。
1年半続いたものの、『ピンポンパン』や『ひらけ!ポンキッキ』のような人気には至らず、後年のフジテレビ回顧番組やアントニオ猪木関連番組でも取り上げられることは少ない。

## 出演者
- なべさん：なべおさみ
- コタロー（お姉さん）：山田由美子
- ガンちゃん（ウエスタン風の歌のお兄さん）：岩倉忠
- アッチン（歌のお兄さん）：川口厚
- アントンさん（体操のお兄さん）：アントニオ猪木
- キーパーメイツ（舩津3兄弟、こすだ君）
- ダンス指導（いちのみやはじめ）

## 番組で歌われた歌
- みんなあつまれキーパッパ（オープニングテーマ。作詞：山元護久・井上ひさし、作編曲：すぎやまこういち、歌：山田由美子・岩倉忠・川口厚）
- アントンリズム（体操の歌。作詞：山元護久、作編曲：すぎやまこういち、歌：山田由美子・岩倉忠・川口厚）

両曲ともコロムビアミュージックエンタテインメントから発売されたCD「昭和キッズTVシングルスVol.7」に収録されている。
- ケロ子のうた（作詞：阿久悠、作曲：小林亜星、編曲：筒井広志、歌：万国蛙、ムーン・ドロップス、1973年）[1]

歌詞の内容はカエルの「ケロ子」に向けたラブソングで、最終的には失恋する。阿久悠の企画によるキャニオン・レコードの新レーベル「ふしぎな赤ずきん」の第一弾シングルとして発表。間奏にニッポン放送のライブラリーから収録した実際のカエルの声をサンプリングして使用し、スコットランド民謡「麦畑」、「美しく青きドナウ」、「天国と地獄」、「蛍の光」のメロディが引用されている。B面曲の「わがはいは蛙である」と合わせた製作費は200万円（1973年当時）に達した。

## ネット局
- フジテレビ（キー局）：日曜10：30 - 11：00
- 関西テレビ・東海テレビ：土曜17：30 - 18：00

## 参考資料
- 読売新聞(1972年10月1日 朝刊 初回放送分確認済み)